# Cantone di Grand Couronné
Il Cantone di Grand Couronné è una divisione amministrativa dell'Arrondissement di Nancy.
È stato costituito a seguito della riforma approvata con decreto del 26 febbraio 2014, che ha avuto attuazione dopo le elezioni dipartimentali del 2015.

## Composizione
Comprende i seguenti 24 comuni:
- Agincourt
- Amance
- Art-sur-Meurthe
- Bouxières-aux-Chênes
- Buissoncourt
- Cerville
- Champenoux
- Dommartin-sous-Amance
- Erbéviller-sur-Amezule
- Eulmont
- Gellenoncourt
- Haraucourt
- Laître-sous-Amance
- Laneuvelotte
- Laneuveville-devant-Nancy
- Lenoncourt
- Mazerulles
- Moncel-sur-Seille
- Pulnoy
- Réméréville
- Saulxures-lès-Nancy
- Seichamps
- Sornéville
- Velaine-sous-Amance